# ドラグ級駆逐艦
ドラグ級駆逐艦 (Draug class destroyer) は、第一次世界大戦前にノルウェー海軍が建造した駆逐艦の艦級である。

## 概要
本級はノルウェー海軍が自国の沿岸防御のために1906年度艦隊計画に基づいて3隻が国産されたクラスである。推進機関は1番・2番艦はレシプロ機関だが3番艦のみ蒸気タービンを採用していた。

## 艦形

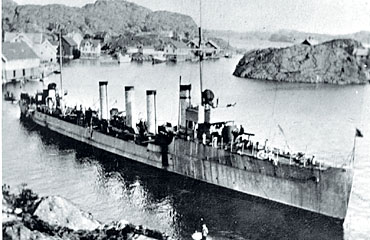
写真は1910年に撮られた駆逐艦「トロール」

本級の船体形状は艦首のみ乾舷の高い短船首楼型船体で、バルト海での凌波性は良好であった。垂直に切り立った艦首から主砲として7.6cm速射砲を防盾の付いた単装砲架で艦首甲板上に1基、その後方に箱型の操舵艦橋を基部とする単脚式の前部マストが立つ。船首楼甲板から一段、下がった船体中央部には、4本煙突が等間隔に立ち、その周囲には煙管型の通風塔が立ち並び、空いた場所は艦載艇置き場となっており、艦載艇は2本1組のボート・ダビットが片舷1組で計2組により運用された。
舷側甲板上に45cm単装魚雷発射管が片舷に1基ずつ配置され、それを前後から挟むように7.6cm単装速射砲が1番煙突と4番煙突の側面に1基ずつの片舷2基ずつ配置された。後部甲板上に箱型の見張り所を基部として後部マストが立ち、その直下に7.6cm速射砲を後ろ向きに1基を配置し、艦尾甲板上に45cm単装魚雷発射管1基を配置した。

## 武装
主砲は「アームストロング 7.6cm（40口径）速射砲」を採用している。その性能は重量5.87kgの砲弾を最大仰角40度で10,740mまで届かせられるこの砲を単装砲で6基を搭載した。砲架の俯仰能力は仰角42度・俯角10度である。さらに旋回角度は360度の旋回角度を持っていた。砲の旋回、砲身の上下・砲弾の装填の動力は人力を必要とした。発射速度は毎分15発である。対艦攻撃用に45cm魚雷発射管を単装3基を搭載した。
竣工後の1939年に他に12.7mm機銃1丁を装備した。

## 同型艦
- ドラグ（KNM Druag）

ホルテン造船所で1907年起工、1908年3月18日に進水、1909年に竣工。1944年に除籍後、解体処分。
- ガルム（KNM Garm）
- トロール（KNM Troll）

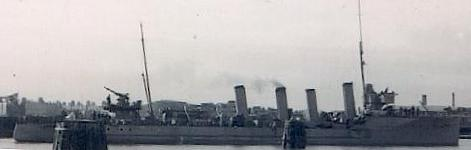
1940年にイギリスのスカパ・フローで撮られた駆逐艦「ドラグ」
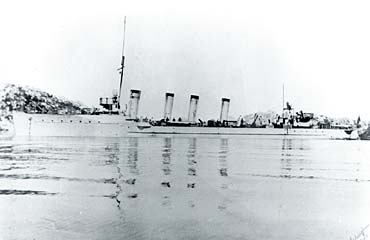
1913年に撮られた近代化後の駆逐艦「ガルム」

## 参考図書
- 「Conway All The World's Fightingships 1906–1921」（Conway）
- 「Conway All The World's Fightingships 1922-1946」（Conway）